# Arséniure d'aluminium-indium
L'arséniure d'aluminium-indium, également arséniure d'indium-aluminium ou AlInAs (AlxIn1−xAs), est un matériau semi-conducteur III-V ayant presque la même constante de réseau que GaInAs, mais une bande interdite plus large. Dans la formule ci-dessus, x est un nombre compris entre 0 et 1 - ceci indique un alliage arbitraire entre InAs et AlAs. La formule AlInAs doit être considérée comme une forme abrégée de celle ci-dessus, et non comme une composition particulière.
L'arséniure d'aluminium-indium est par exemple utilisé comme couche tampon dans les transistors HEMT métamorphiques, où il sert à ajuster les différences de constante de réseau entre le substrat GaAs et le canal en GaInAs. Il peut aussi être utilisé pour former des couches alternées avec l'arséniure de gallium-indium, qui agissent comme puits quantiques ; ces structures sont par exemple utilisées dans des lasers à cascade quantique à large bande.

## Aspects sécurité et toxicité
La toxicologie de AlInAs n'a pas été complètement été étudiée. La poussière est irritante pour la peau, les yeux et les poumons. Les aspects environnement, santé et sécurité des sources d'arséniure d'aluminium-indium (telles que le triméthylindium et l'arsine) et les études de contrôle de l'hygiène industrielle des sources MOVPE standard ont été récemment examinés dans une rapport de synthèse.